# Buk karbowany
Buk karbowany (Fagus crenata Blume) – gatunek drzewa należący do rodziny bukowatych (Fagaceae Dumort.). Występuje na wyspach japońskich, Hokkaido, Honsiu, Kiusiu i Sikoku. Bywa nazywany bukiem Siebolda.

## Morfologia

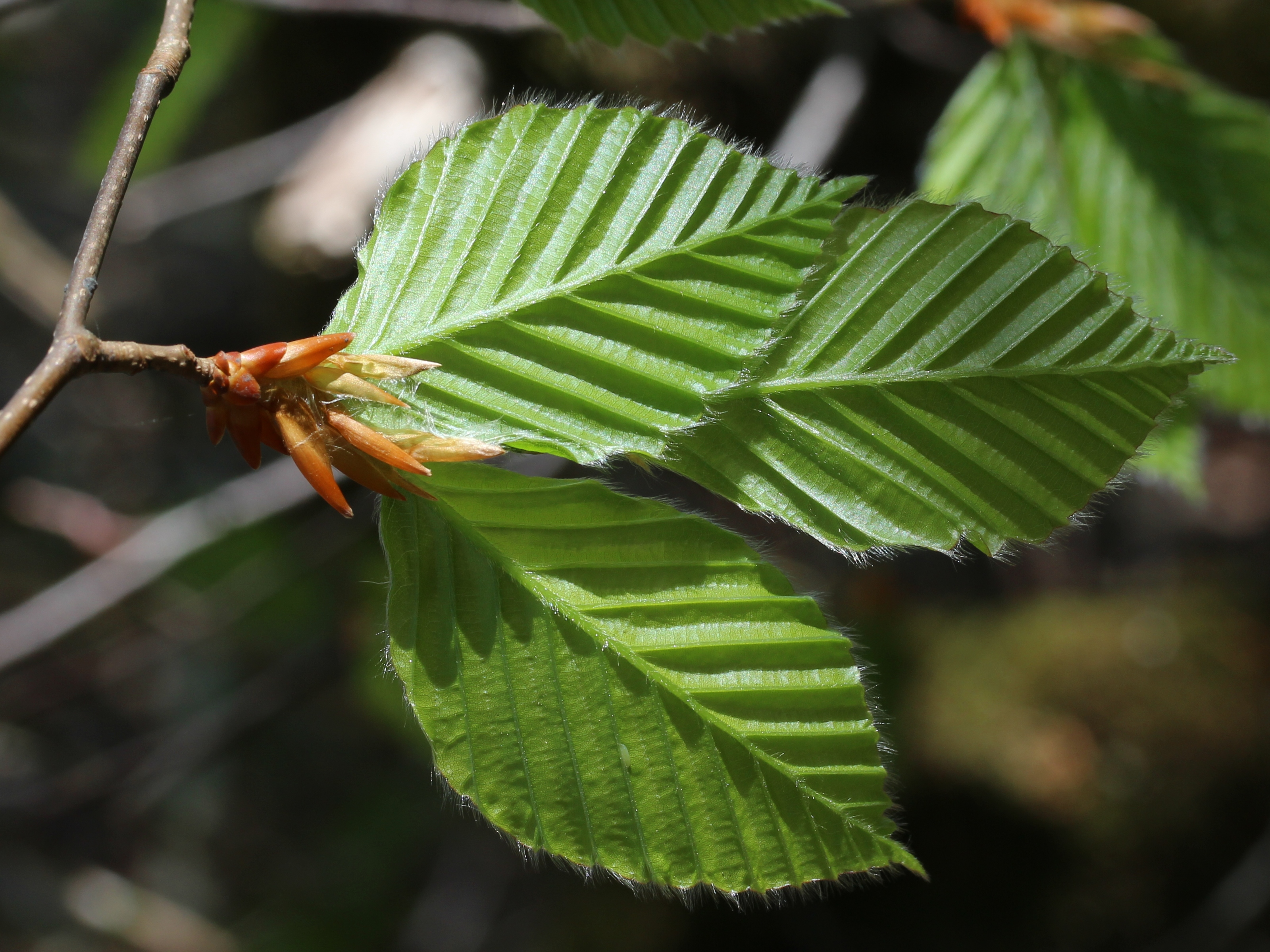
Młode liście

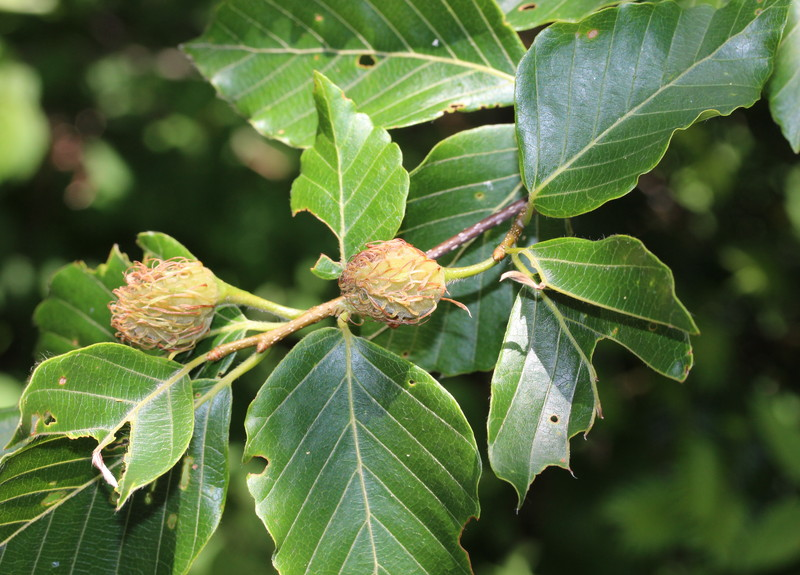
Liście i owoce

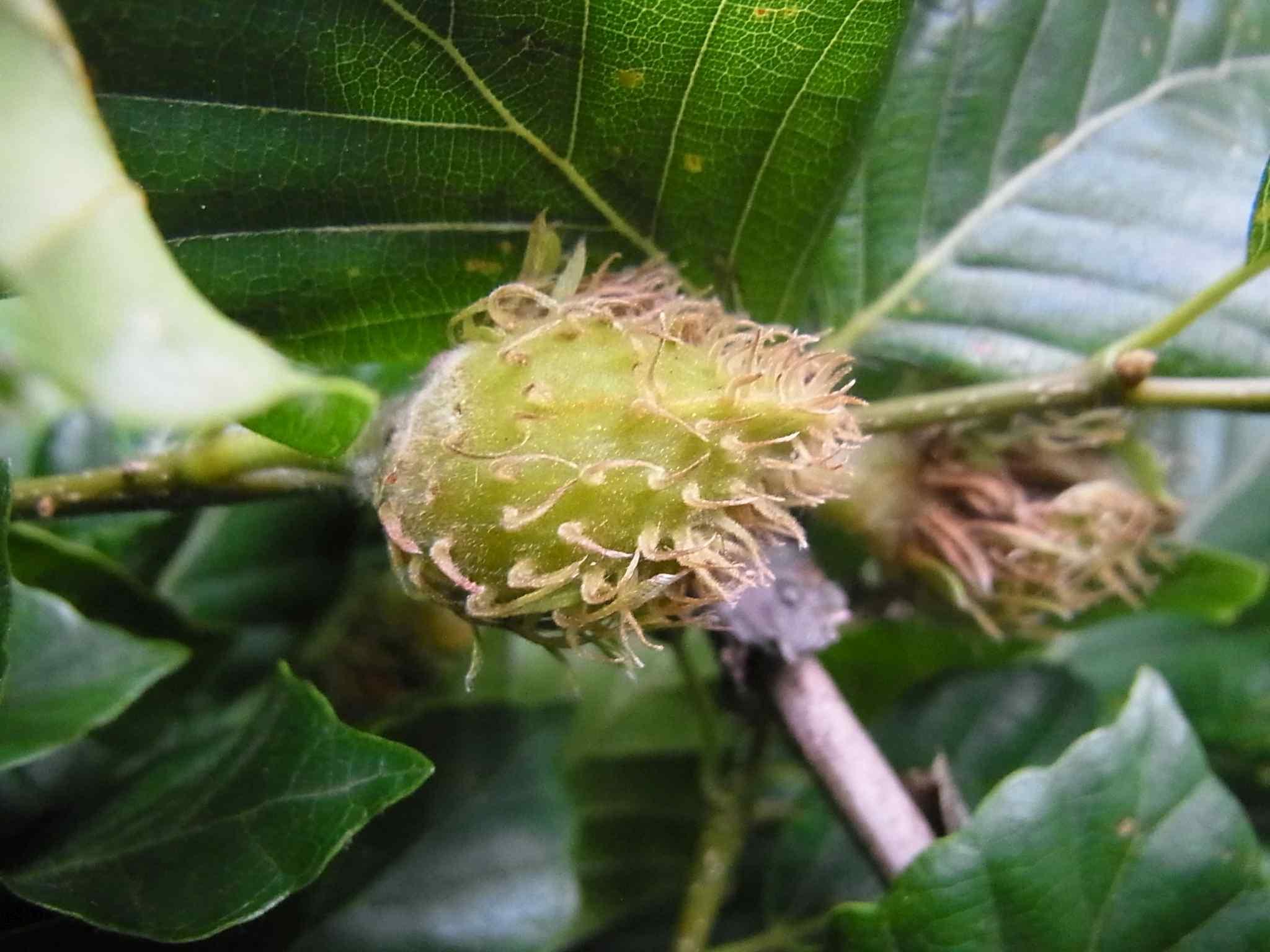
Owoc

Bardzo podobny do buka pospolitego. Wyróżnia się bardziej jajowatymi liśćmi, a także małymi przylistkami wyrastającymi u nasady okrywy owocu.
PokrójDrzewo dorastające do 30 m wysokości, o rozłożystej, szerokiej sylwetce.
KoraGładka i srebrzystoszara.
LiścieJajowate, długości do 10 cm i szerokości do 5 cm. Ogonki długości 1 cm. Brzeg liścia karbowany, pokryty delikatnymi włoskami. Jesienią przybierają matowozłociste barwy.

## Biologia i ekologia
Fanerofit. Roślina jednopienna, wiatropylna. Rośnie od poziomu morza do 1500 m n.p.m.

## Zastosowanie
Sadzony w arboretach i ogrodach botanicznych w Stanach Zjednoczonych.